# Ел
Вижте пояснителната страница за други значения на Ел.
Ел (на угаритски: 𐎛𐎍; на финикийски: 𐤀𐤋,на иврит: אל; на сирийски: ܐܠ; на арабски: إل) е нарицателното име за божество в северозападните семитски езици, както и собствено име на отделни богове, сред които върховния бог на ханаанската религия, върховния бог на семитите в Месопотамия преди епохата на Саргон Велики, Елохим от библейския Стар завет и др. По-рядко се среща и под формата ила.